# Rohozná (Jihlavai járás)
Rohozná település Csehországban, a Jihlavai járásban. Rohozná Dolní Cerekev, Cejle, Batelov, Nový Rychnov és Horní Cerekev településekkel határos. Lakosainak száma 415 fő (2024. január 1.).

## Népesség
A település lakosságának változását az alábbi diagram mutatja:
| Lakosok száma | 860  | 911  | 915  | 593  | 438  | 357  | 409  | 423  | 411  | 415  |
|               | 1869 | 1890 | 1921 | 1950 | 1980 | 2001 | 2017 | 2019 | 2022 | 2024 |